# 犀牛蜚蠊

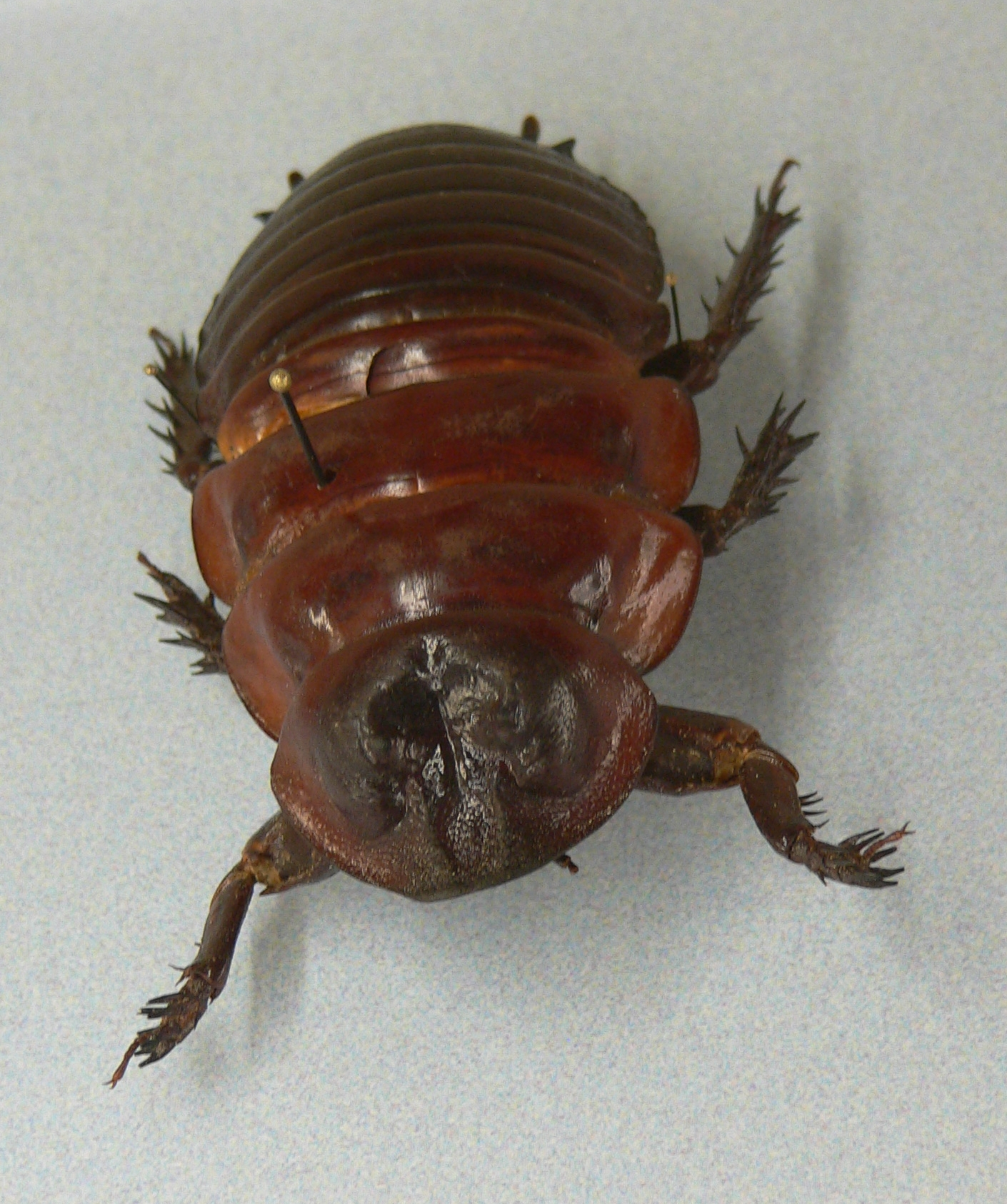

犀牛蜚蠊（学名：Macropanesthia rhinoceros），又稱為犀牛蟑螂、澳洲犀牛蟑螂、巨型挖洞蟑螂，原产於澳大利亚，常见於昆士兰热带地区。此物種最長可達8.3厘米，重63克，是紀錄中全球最重的蟑螂。犀牛蟑螂是卵胎生物种，生长到成体前要脱皮12到13次，每次刚脱皮後除眼睛外通体纯白色，寿命长达10年。另外很多網站上也說是只吃桉樹葉但實際並不是吃桉樹葉，一般來說像樹葉、貓狗糧、水果等都會進食。